# Microrregión del Presidente Dutra
La microrregión del Presidente Dutra es una de las microrregiones del estado brasileño del Maranhão perteneciente a la mesorregión Centro Maranhense. Su población según el censo de 2010 es de 191.024 habitantes y está dividida en once municipios. Su población está formada por una mayoría de mulatos y negros 57.6, blancos 24.8, caboclos(mestizos de indios y blancos)17.4, asiáticos 0.1 e indígenas 0.1, según el censo IBGE habitaban la región en 2010 128 indígenas. Posee un área total de 6.724,137 km².

## Municipios
- Dom Pedro
- Fortuna
- Gonçalves Dias
- Governador Archer
- Governador Eugênio Barros
- Governador Luiz Rocha
- Graça Aranha
- Presidente Dutra
- São Domingos do Maranhão
- São José dos Basílios
- Senador Alexandre Costa

- Datos: Q2114577